# Leif Haglund
Leif Haglund, född 1951 i Karlstad, är en svensk målare, tecknare, grafiker och musiker.

## Biografi
Haglund studerade vid Kyrkeruds folkhögskola, KV konstskola i Göteborg och vid Hovedskous målarskola. Separat har han ställt ut i bland annat Lunds konsthall, Södertälje konsthall, Borås konstmuseum, Norrbottens museum, Frölunda kulturhus och Nolhaga slott. Han har medverkat i bland annat Teckningstriennalen i Landskrona, Värmlands konstförenings utställningar på Värmlands museum och med Konstfrämjandet i Stockholm. Han är medlem i konstnärsgruppen Loke i Göteborg.
Han har tilldelats stipendium från Konstnärsnämnden 1980, 1982, och 1985 samt ett femårigt grundersättnings bidrag från Bildkonstnärsfonden 1986.
Bland hans offentliga arbeten märks utsmyckning för Arbetsförmedlingen i Göteborg och Arvika sjukhus.
Haglund är representerad i ett flertal kommuner och landsting.